# Дифенбах ле Верт
Дифенбах ле Верт (фр. Dieffenbach-lès-Wœrth) насеље је и општина у источној Француској у региону Алзас, у департману Доња Рајна која припада префектури Висембург.
По подацима из 2011. године у општини је живело 344 становника, а густина насељености је износила 95,29 становника/km². Општина се простире на површини од 3,61 km². Налази се на средњој надморској висини од 230 метара (максималној 242 m, а минималној 162 m).

## Демографија
| 1962. | 1968. | 1975. | 1982. | 1990. | 1999. | 2011. |
| ----- | ----- | ----- | ----- | ----- | ----- | ----- |
| 342   | 359   | 368   | 354   | 359   | 361   | 344   |

График промене броја становника у току последњих година